# Triacétine
La triacétine ou triacétate de glycéryle est un composé artificiel aux multiples applications.

## Chimie
La triacétine est un triester de glycérol et de l'acide acétique. C'est le plus petit des triglycérides (acylglycérol) après le triformate de glycéryle, cependant il est artificiel. Ce triglycéride est obtenu par estérification de la glycérine naturelle ou issue de la pétrochimie avec de l'anhydride acétique.
Sa formule chimique est C9H14O6.

## Propriétés
La triacétine est un liquide incolore, de consistance huileuse et dégageant une faible odeur grasse, éthérée et fruitée.

## Utilisations

### Alimentaire
La triacétine est utilisée comme additif alimentaire pour sa propriété humectante sous le numéro E1518.
Tout comme le propylène glycol et l'éthanol, elle est utilisée dans les arômes alimentaires comme solvant et excipient (numéro fema-GRAS 2007). Sa dernière évaluation par le JECFA date de 2002 (Session 59).

### Carburant
La triacétine est utilisée aussi comme adjuvant de carburant pour réduire les cliquetis et améliorer la résistance au froid et la viscosité des biodiesels.

### Médicaments
La triacétine est un excipient utilisé comme agent plastifiant dans des mélanges polymères utilisés pour le pelliculage des comprimés.
La triacétine a une activité antimycosique. Cette activité semble liée à libération progressive d'acide acétique par hydrolyse de la triacétine par les estérases des champignons microscopiques responsables des mycoses. La triacétine a été commercialisée à partir de 1956 sous le nom commercial de Fungacetin, sous forme d'aérosol, de crème ou de poudre à appliquer sur la peau.

### Autres
La triacétine fait aussi partie des additifs utilisés dans le tabac traité pour cigarettes, le tabac de coupe fine, le tabac à pipe, le tabac à priser, le tabac à chiquer et les cigares.
Vers la fin des années 1960, la triacétine a été considérée comme une source possible d'énergie alimentaire à long terme pour les missions spatiales, après avoir été testée sur les rats.